# کالج ساناساریان

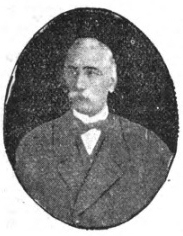
مکردیچ ساناساریان

کالج ساناساریان(ارمنی: Սանասարեան վարժարան یک مؤسسه آمزشی عالی ارمنی زبان بود که در سال ۱۸۸۱ در شهر ارزروم -که ارامنه کارین خطابش می‌کردند- امپراطوری عثمانی به توسط یک بازرگان ارمنی به نام مکردیچ ساناساریان تأسیس شد.

## دانش‌آموختگان سرشناس
- آرمن گارو
- گریگور بالاکیان
- وارتگس سرنگیولیان
- وارطان ماخوخیان